# Cryptographis monothyralis
Cryptographis monothyralis là một loài bướm đêm trong họ Crambidae.